# Verlyn Flieger
Verlyn Flieger, née en 1933, est une auteure, éditrice, et professeur au département d'anglais de l'université du Maryland à College Park. Elle est spécialisée dans la comparaison entre la mythologie et la fantasy moderne, et plus particulièrement sur les œuvres de J. R. R. Tolkien.

## Ouvrages
On peut noter dans les ouvrages écrits par Verlyn Flieger ou écrits sous sa direction :
- Tolkien Studies: An Annual Scholarly Review, Volume 5, 2008 (corédacteur), West Virginia University Press,  (ISBN 978-1-933202-38-9)
- Tolkien Studies: An Annual Scholarly Review, Volume 4, 2007 (corédacteur), West Virginia University Press,  (ISBN 1933202262)
- Tolkien Studies: An Annual Scholarly Review, Volume 3, 2006 (corédacteur), West Virginia University Press,  (ISBN 1-9332-0210-6)
- Tolkien Studies: An Annual Scholarly Review, Volume 2, 2005 (corédacteur), West Virginia University Press,  (ISBN 1-9332-0203-3)
- Interrupted Music: The Making Of Tolkien's Mythology, 2005,  (ISBN 0-8733-8824-0)
- Smith of Wootton Major by J.R.R. Tolkien, extended critical edition (rédacteur), 2005,  (ISBN 0-0072-0247-4)
- Tolkien Studies: An Annual Scholarly Review, Volume 1, 2004 (corédacteur), West Virginia University Press,  (ISBN 0-9370-5887-4)
- Splintered Light: Logos and Language in Tolkien's World (revised edition), 2002,  (ISBN 0-8733-8744-9)
- Pig Tale, 2002 (fiction)
- Tolkien's Legendarium: Essays on The History of Middle-earth (corédacteur avec Carl Hostetter), 2000,  (ISBN 0-3133-0530-7)
- A Question of Time: J.R.R. Tolkien's Road to Faerie, 1988 (reprinted 2001,  (ISBN 0-8733-8699-X))
- Splintered Light: Logos and Language in Tolkien's World, 1983